# Brejo do Cruz

Lage von Brejo do Cruz im Bundesstaat Paraíba

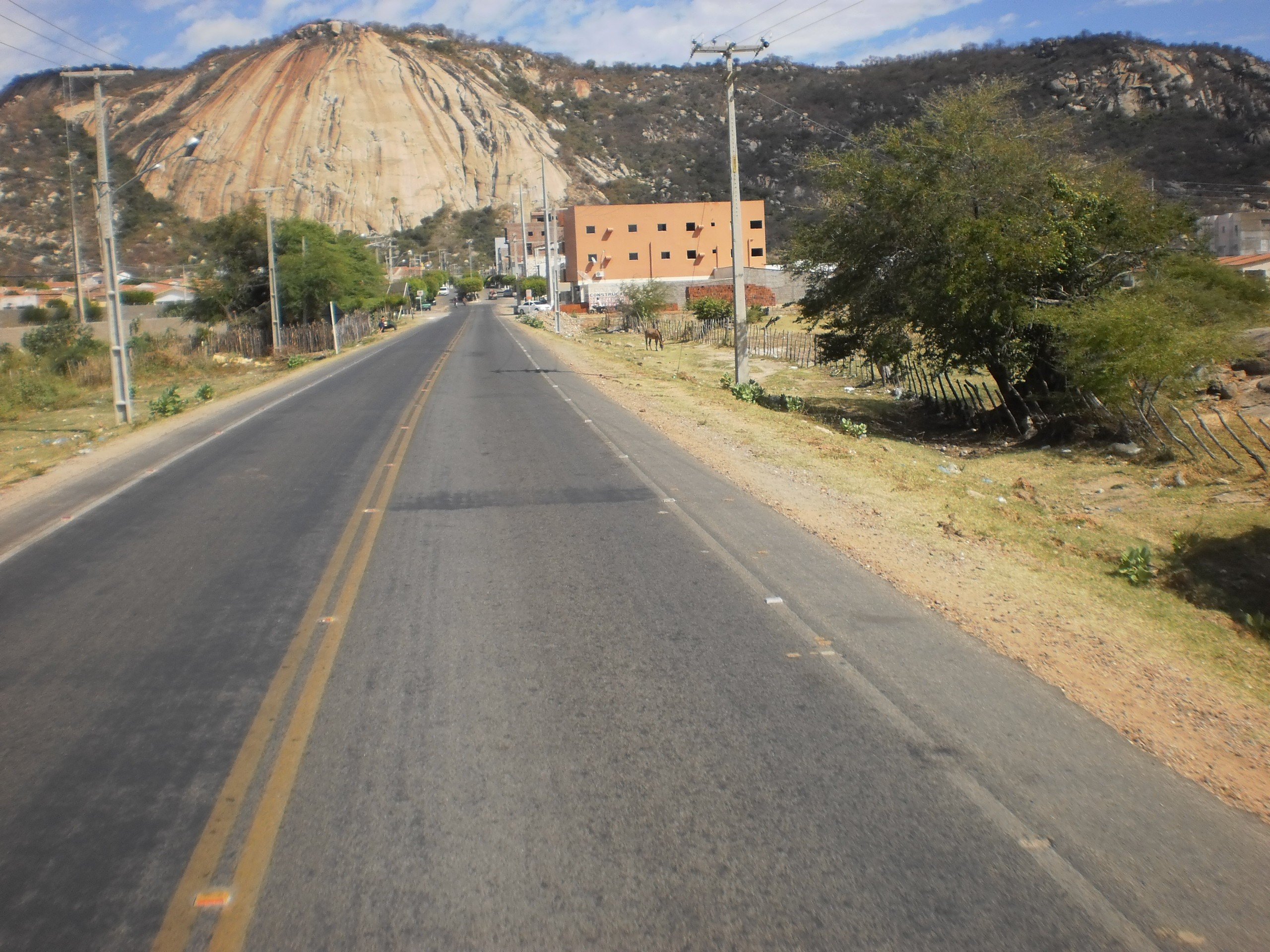
Ortszugang über die Landesstraße PB-293

Brejo do Cruz, amtlich Município de Brejo do Cruz, ist eine brasilianische Gemeinde im Bundesstaat Paraíba. Die Gemeinde hatte 2010 13.123 Einwohner. Brejo do Cruz erstreckt sich über eine Fläche 399 km².

## Söhne und Töchter der Gemeinde
- Zé Ramalho (* 1949), Singer-Songwriter
- Zenaide Maia (* 1954), Politikerin